# Aclytia hoffmannsi
Acerbia hoffmannsi là một loài bướm đêm thuộc phân họ Arctiinae, họ Erebidae.